# Tropidurus semitaeniatus
Tropidurus semitaeniatus är en ödleart som beskrevs av  Johann Baptist von Spix 1825. Tropidurus semitaeniatus ingår i släktet Tropidurus och familjen Tropiduridae. IUCN kategoriserar arten globalt som livskraftig. Inga underarter finns listade i Catalogue of Life.